# Xian de Qinggang
Le xian de Qinggang (青冈县 ; pinyin : Qīnggāng Xiàn) est un district administratif de la province du Heilongjiang en Chine. Il est placé sous la juridiction de la ville-préfecture de Suihua.

## Démographie
La population du district était de 426 961 habitants en 1999.